# Sooriyamoolai
Sooriyamoolai (Tamil: சூரியமூலை Cūriyamūlai [ˈsuːrijəˌmuːlɛi̯]) ist ein Dorf im indischen Bundesstaat Tamil Nadu. Es liegt im Kaveri-Delta rund vier Kilometer nordöstlich von Kanjanur. Nördlich des Dorfes fließt der Fluss Palavar, ein Mündungsarm des Kaveri, vorbei. Verwaltungsmäßig gehört Sooriyamoolai zum Taluk Tiruvidaimarudur des Distrikts Thanjavur. Die Einwohnerzahl beträgt rund 1400 (Volkszählung 2011).
Sooriyamoolai ist der Geburtsort des bedeutenden tamilischen Philologen U. V. Swaminatha Iyer (1855–1942). Hier befand sich das Elternhaus seiner Mutter, wohin diese sich für die Geburt des Kindes zurückgezogen hatte. Als seinen Heimatort betrachtete Swaminatha Iyer aber stets das Dorf Uthamadhanapuram, woher seine Familie väterlicherseits stammte.
Der Name Sooriyamoolai bedeutet auf Tamil „Sonnenwinkel“. Laut Swaminatha Iyer leitet trägt der Ort seinen Namen, weil er nordöstlich von Kanjanur liegt und der Nordosten herkömmlich als „Winkel der Sonne“ bezeichnet wurde. Die Sanskrit-Entsprechung des Namens ist Suryakoti. Der Tempel des Dorfes ist daher dem Hindu-Gott Shiva unter dem Namen Suryakotiswarar („Herr von Suryakoti“) geweiht.